# Tempesta
Tempesta is een film uit 2004 van regisseur Tim Disney.

## Verhaal
Patrick Donovan wordt naar Venetië gestuurd om drie schilderijen op hun echtheid te controleren. Nadat hij de echtheid van twee werken in de Galleria dell'Accademia heeft bevestigd, vindt er een overstroming plaats. Hierbij wordt het derde doek, 'La Tempesta', gestolen.

## Rolbezetting
- Scot Williams als Patrick Donovan
- Natalia Verbeke als Chiara
- Rutger Hauer als Allart van Beuningen
- Tchéky Karyo als Valenzin
- Gaetano Carotenuto als Tedeschi
- Malcolm McDowell als Paul Valenzin
- Paul Guilfoyle als Taddeo Rossi
- Antonella Ponziani als Giovanna Zanon